# Escala Potemkin
L'Escala Potiomkin (en ucraïnès, Потьомкінські сходи, transliteració Potiómkinski sjody; en rus Потёмкинская лестница, translit. Potiómkinskaya léstnitsa) és una escalinata pública a la ciutat d'Odessa, a Ucraïna, que porta el nom de Grigori Potiomkin. És un dels símbols de la ciutat i connecta el seu casc vell amb la zona portuària del Mar Negra. També ha estat coneguda com l'Escala del Bulevar, Escala Primorsky, Escala Gegant o Escala de Richelieu.

## Descripció
Té una longitud de 142 metres i una alçada de 27 metres. Compta en total amb 10 descansets i 192 esglaons de longitud diferent, els de la part baixa fan 21,7 metres i els de l'alta 13,4 metres. Aquesta forma especial de construcció en perspectiva forçada o trompe-l'œil dona a l'escala unes característiques interessants d'il·lusió òptica. Si es mira des de la part baixa es veuen només els graons, no els replanells, i es percep clarament que els esglaons són més curts a la part superior. Al contrari, si es mira des de la part alta es veuen els replans, però no els esglaons, i es té la sensació que té una amplada uniforme en tota la longitud. A la part alta l'escala desemboca en una petita plaça sobre el bulevard Primorsky. A la plaça s'alça el monument a Armand-Emmanuel du Plessis, duc de Richelieu, noble francès que va ser el primer governador rus de la ciutat. L'escultura mira cap al mar.

## Història
L'escalinata va ser construïda entre el 1837 i el 1841 sota disseny de l'arquitecte italià Francesco Boffo. Antigament hi havia escales estretes i insegures de fusta que connectaven la zona alta de la ciutat amb la costa i el port. El comte Mikhaïl Vorontsov, governador General de tota la Rússia Meridional, va gastar 800 mil rubles d'or en la seva construcció, i després la va regalar a la seva dona, Elizaveta Vorontsova, el dia del seu aniversari. Batejada amb el nom d'Escala Primorsky (pel bulevard de la part superior), va ser construïda amb pedra arenosa de color verd-grisenc portada de Trieste (Itàlia). Originalment tenia 200 esglaons.
El 1933 es va remodelar l'escala a causa de l'erosió i el desgast, per a això es va utilitzar granit rosat i els replà van ser coberts amb asfalt. A causa de les obres de reconstrucció a la zona baixa, vuit esglaons van ser coberts amb sorra per poder expandir l'àrea del port. Al costat de l'escala es va construir el 1906 un funicular per transportar còmoda i ràpidament la gent. Després de 50 anys de funcionament el funicular va resultar obsolet i va ser reemplaçat per un ascensor. Aquest es va espatllar el 1990 i no va ser fins al 2004 quan va ser reemplaçat per un funicular nou. El 1955 se li va canviar el nom d'Escala Primorsky pel d'Escala Potiomkin en honor al 50è aniversari de la revolta del cuirassat Potiomkin.

## Les escales al cinema

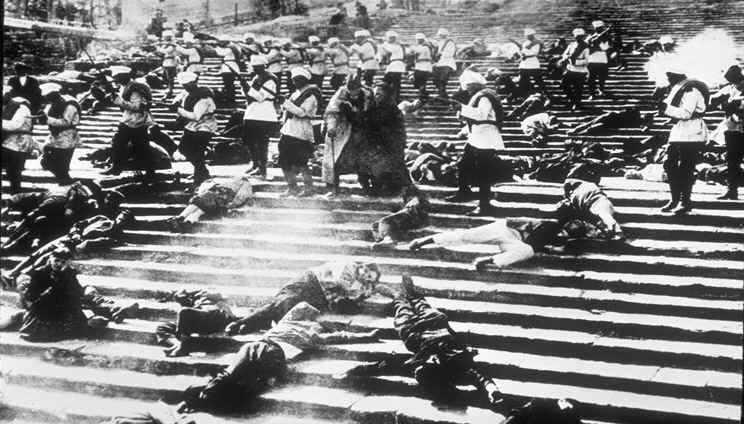
Escena de la cèlebre pel·lícula de Serguei Eisenstein, El cuirassat Potemkin

L'escala va aconseguir fama internacional el 1925 a causa de la pel·lícula del director soviètic Serguei Eisenstein El cuirassat Potemkin en la qual una de les escenes més rellevants de la mateixa i que és considerada com a obra mestra de la història cinematogràfica es desenvolupa en elles. En aquesta escena, els cosacs disparen contra el poble innocent per acabar amb el suport als rebels. En aquell moment, una mare és aconseguida per una bala mentre corria amb un cotxe de nadó que rodarà escales avall en morir la mare. Aquesta escena ha estat homenatjada per directors famosos, com Francis Ford Coppola a El Padrino, Brian De Palma a Els intocables d'Elliot Ness, Woody Allen a Bananas, Terry Gilliam a Brazil, Peter Segal a la tercera entrega d'Agafa'l com puguis, George Lucas en la seva última entrega de Star Wars (encara que els soldats d'assalt, en aquesta cinta, marxin pujant les escales) i fins i tot a Els Simpson en dues situacions, en una Homer Simpson rescatant el bebè i en una altra, amb una estètica igual a la de la pel·lícula, amb Lisa Simpson llançant a Maggie.